# (31346) 1998 PB1
1998 بي بي 1 (ويعرف أيضًا باسم (31346) 1998 بي بي 1 وفق تسمية الكوكب الصغير) (بالإنجليزية: 1998 PB1)‏ هو كويكب ضمن حزام الكويكبات؛ وترتيبه 31346 من حيث الاكتشاف.
اكتُشف هذا الجُرم الفلكي بواسطة بحث لنكولن عن الكويكبات القريبة من الأرض في 15 أغسطس 1998.

## وصلات خارجية
- (31346) 1998 PB1 في قاعدة بيانات مختبر الدفع النفاث لأجرام النظام الشمسي الصغيرة

- الاكتشاف · مخطط المدار ·  العناصر المدارية · المعلمات المادية

- (31346) 1998 PB1 على موقع ويكي سكاي: DSS2, SDSS, GALEX, IRAS, Hydrogen α, X-Ray, Astrophoto, Sky Map, Articles and images